# Parade's End
Parade's End er en tetralogi (fire sammenhængende romaner), skrevet af Ford Madox Ford og udgivet mellem 1924 og 1928. Den foregår hovedsagelig i England og på Vestfronten under 1. verdenskrig, hvor Ford gjorde tjeneste som officer i Welch regiment, levende fremstillet i romanerne.
I december 2010 roste John N. Gray den som "muligvis den største roman på engelsk i det 20. århundrede". Tilsvarende har Mary Gordon betegnet den som "helt enkelt den bedste litterære fremstilling af krig i romanens historie".  I 2012 skabte HBO, BBC og en flamsksproget TV-station (Vlaamse Radio- en Televisieomroeporganisatie) en TV-udgave skrevet af Tom Stoppard med Benedict Cumberbatch, Rebecca Hall og Adelaide Clemens i hovedrollerne.

## Romanseriens historie
De fire romaner blev i første omgang udgivet under titlerne: Some Do Not ... (1924), No More Parades (1925), A Man Could Stand Up — (1926) og Last Post (eller i USA: The Last Post) (1928). De blev samlet i ét bind under titlen Parade's End, der er placeret som nummer 57 på Modern Librarys liste over de 100 bedste romaner i det 20. århundrede.
Romanserien er blevet tilpasset til fjernsyn af Sir Tom Stoppard i forbindelse med produktionen af BBCs serie i fem afsnit, og den blev første gang sendt på BBC den 24. august 2012.

## Plot
Romanerne beretter om Christopher Tietjens' liv. Han, som kaldes "den sidste Tory", stammer fra en velhavende godsejerfamilie og arbejder for regeringen som en strålende dygtig statistiker. Senere, under den 1. verdenskrig, kommer han til at gøre tjeneste i den britiske hær. Hans kone, Sylvia, er en prominent, men respektløs person, som tilsyneladende er ude på at ødelægge ham, som er eller muligvis ikke er far til hendes barn. Samtidig er hans spirende affære med Valentine Wannop, en stolt pacifist og suffragette, aldrig rigtigt blevet til noget, selv om det netop er, hvad alle deres venner tror. De to midterste romaner følger Tietjens, mens han er med hæren i Frankrig og Belgien, men også Sylvia og Valentine i deres adskilte livsløb under krigen.

## Litterære noter
Som noget usædvanligt blandt krigsromaner har Tietjens' bevidsthed fortrin i forhold til de krigsbegivenheder, den reflekterer. Ford konstruerer en hovedperson, der kun har krigen som et enkelt lag i sit liv og endda ikke altid det mest vigtige, selv om han er midt i den. Det er Fords hensigt at beskrive en voldsom splittelse midt i sociale, moralske og psykologiske forviklinger i en fortælling, der har sin begyndelse før krigsudbruddet og sin afslutning efter våbenstilstanden.

## Udgivelseshistorie
De fire romaner blev genudgivet hver for sig af forlaget Penguin lige efter 2. verdenskrig (i 1948). De blev først kombineret til ét bind under den samlede titel Parade's End (noget, som Ford havde foreslået, skønt han ikke levede længe nok til at se den samlede udgivelse) i Knopfudgaven fra 1950. Den har været grundlaget for adskillige følgende genudgivelser. Problematisk nok udelod Graham Greene Last Post fra sin Bodley Head-udgave af Fords skrifter og kaldte den "en eftertanke, som han (Ford) ikke havde ønsket at skrive og senere fortrød at have skrevet". Greene fortsatte med at konstatere, at "...the Last Post var mere end en fejltagelse – det var en katastrofe, en katastrofe, som har forsinket kritikernes fuldstændige påskønnelse af Parade's End." Last Post er bestemt meget forskellig fra de andre tre romaner. Den handler om fred og genopbygning, og Christopher Tietjens mangler i det meste af fortællingen, der er opbygget som en serie af indre monologer hos dem, som står ham nærmest. Og dog har den haft sine indflydelsesrige beundrere fra Dorothy Parker og Carl Clinton Van Doren til Anthony Burgess og Malcolm Bradbury (der også tog den med i sin Everyman-udgave fra 1992). Den første kommenterede og kritiske udgave af romanerne, udgivet af Max Saunders, Joseph Wiesenfarth, Sara Haslam og Paul Skinner, blev udsendt af Carcanet Press i 2010–11.

## Screenplay
- Parade's End (BBC/HBO TV-serie i 5 afsnit), instrueret i 2012 af Susanna White, screenplay af Tom Stoppard, med Benedict Cumberbatch og Rebecca Hall i hovedrollerne.

## Eksterne links
- Julian Barnes: Anmeldelse af tetralogien (engelsk)